# Y.
Y. (leído como ypunto) es el segundo álbum de la española Bebe. Fue lanzado en el año 2009, después de la incursión de la cantante en EMI Music.

## Lista de canciones
- Edición estándar

Todas las canciones escritas y compuestas por Bebe. 
| Y.    |                     |                    |          |  |
| N.º   | Título              | Música             | Duración |  |
| 1.    | «No+llorá»          | Bebe               | 04:08    |  |
| 2.    | «Me fui»            | Bebe y Carlos Jean | 04:49    |  |
| 3.    | «Busco-me»          | Bebe               | 04:59    |  |
| 4.    | «Sinsentido»        | Bebe               | 04:42    |  |
| 5.    | «Escuece»           | Bebe               | 03:40    |  |
| 6.    | «Cuanto+me sujetas» | Bebe               | 02:43    |  |
| 7.    | «Que mimporta»      | Bebe               | 04:12    |  |
| 8.    | «La bicha»          | Bebe               | 04:56    |  |
| 9.    | «Se fue»            | Bebe               | 03:09    |  |
| 10.   | «Pa una isla»       | Bebe               | 04:53    |  |
| 11.   | «Nostaré»           | Bebe               | 04:51    |  |
| 12.   | «Pa mi casa»        | Bebe               | 05:14    |  |
| 13.   | «Uh,uh,uh,uh,uh»    | Bebe               | 05:37    |  |
| 57:53 |                     |                    |          |  |

- Edición deluxe

Todas las canciones escritas y compuestas por Bebe. 
| Y. [Deluxe Edition] |                                               |          |  |
| N.º                 | Título                                        | Duración |  |
| 14.                 | «Recomposición»                               | 4:09     |  |
| 15.                 | «Sin palabras»                                | 4:33     |  |
| 16.                 | «María»                                       | 4:03     |  |
| 17.                 | «Pedigree "chuchos callejeros"» (con Kultama) | 3:23     |  |
| 18.                 | «La silla eléctrica»                          | 4:51     |  |
| 19.                 | «Tiempo» (con Carlos Jean)                    | 4:08     |  |
| 20.                 | «Tiempo pequeño» (con Lucio Godoy)            | 3:30     |  |
| 21.                 | «Aguas abril»                                 | 4:40     |  |
| 22.                 | «El marido de la peluquera»                   | 4:04     |  |
| 94:14               |                                               |          |  |

- Edición iTunes

| Y. [Special Edition] |                      |          |  |
| N.º                  | Título               | Duración |  |
| 23.                  | «Pa mi casa» (Vídeo) | 5:14     |  |
| 24.                  | «Me fui» (Vídeo)     | 4:37     |  |
| 25.                  | «La bicha» (Vídeo)   | 4:50     |  |
| 108:55               |                      |          |  |

- Datos: Q4021891